# Experimentalfilm
Ein Experimentalfilm versucht traditionelle filmische Konventionen herauszufordern und ist oft von einem avantgardistischen Stil und unkonventionellen narrativen Techniken gekennzeichnet. Er ist dabei fast immer eine reflexive Form der Filmpraxis, in der das Filmische selbst wahrnehmbar gemacht wird oder seine Bedeutung ausgelotet wird. Indem mit traditionellen Ästhetiken, Strukturen und Inhalten gebrochen wird, erforscht der Experimentalfilm gewöhnlicherweise neue künstlerische Ausdrucksformen, fordert die ästhetischen Gewohnheiten der Zuschauer heraus und provoziert Gedanken, Diskussionen, sowie neue Wege der Filmpraxis, sodass, seine Anfänge im Europa des frühen 20. Jahrhunderts findend, er ein bedeutender Teil der Filmkunst ist und das Medium maßgeblich vorangetrieben hat.

## Definition
Der Begriff hat, wie die Filmgattung selbst, eine komplexe Geschichte hinter sich, sodass er je nach Kontext und Begriffsnutzer anders verwendet wird. Der Begriff hat eine besonders hohe Wandelfrequenz und ist ständig Neudefinitionen unterworfen, weil sich diese Gattung auch ständig neu definiert. Den meisten Verwendungen gemeinsam ist eine Beschreibung einer Reihe von Filmstilen, die sich häufig von den Praktiken des Mainstream(-Werbe)films und des Dokumentarfilms unterscheiden und diesem oft widersprechen. Der Begriff Avantgardefilm wird für diejenigen Filme verwendet, die in den Zwanzigerjahren in Frankreich, Deutschland oder Russland gedreht wurden oder im Allgemeinen dieser Bewegung nahe stehen, während beispielsweise der Begriff Undergroundfilm in den Sechzigerjahren verwendet wurde. Heutzutage ist der Begriff „Experimentalfilm“ vorherrschend, da es möglich ist, Experimentalfilme zu machen, ohne dass eine Avantgarde-Bewegung im kulturellen Bereich vorhanden ist bzw. jener zu einer solcher gezählt werden möchte oder gezählt wird. Der experimentelle Kurzfilm wurde besonders in den 1950er-Jahren als Vorstufe zum Spielfilm verstanden. Das hängt damit zusammen, dass in Deutschland (mit Auswirkungen auf Österreich) im intellektuellen Diskurs das Experiment abgewertet wurde – besonders durch Hans Magnus Enzensberger 1962 in seinen „Aporien der Avantgarde“ – da in der Zeit des Wiederaufbaus auch in der Kunst Nägel mit Köpfen gemacht werden sollten. Viele Filmemacher scheuten sich trotzdem nicht, ihre Filme als Experimente zu verstehen, aber nicht alle sind es von ihrem Konzept bzw. ihrer Herstellung her. Deshalb kann Avantgardefilm als der übergreifendere Begriff verstanden werden. Eine weitere Unklarheit entsteht dadurch, dass von Regisseuren künstlerischer Filme wie Sergei Michailowitsch Eisenstein, Alain Resnais, Jean-Luc Godard oder David Lynch häufig als Avantgardisten gesprochen wird. Sie sind zwar von der Avantgarde beeinflusst und nehmen im Spielfilm eine Sonderstellung ein, bleiben in ihrem Gesamtbild aber, gemessen am Avantgardefilm, weitgehend konventionell.
Während „experimentell“ ein breites Spektrum an Praktiken abdeckt, zeichnet sich ein Experimentalfilm oft durch das Fehlen eines linearen Narratives, die Verwendung verschiedener abstrahierender Techniken – Unschärfe, Malen oder Kratzen auf Film, ein hohes Schnitttempo, unkonventionelle Rhythmen des Schnittes – und die Verwendung von asynchronem Ton oder gar das Fehlen jeglicher Tonspur aus. Das Ziel besteht oft darin, den Zuschauer in eine aktivere und reflexivere bzw. nachdenklichere Beziehung zum Film zu versetzen. In dem Sinne kann ein Experimentalfilm nicht nur Objekte der Wirklichkeit außerhalb seines Kontextes als Film erforschen (wie verschiedene Gefühle, Themen oder Gedanken des Filmautors), sondern auch sich selber und den Zuschauer bzw. seine Beziehung zu ihm. Zumindest in den 1960er Jahren und bis zu einem gewissen Grad auch danach nahmen viele Experimentalfilme eine oppositionelle Haltung gegenüber der Mainstreamkultur ein.

## Die Bedeutung der Gattung im Bezug auf seine geschichtlichen Anfänge
Zu Beginn des 20. Jahrhunderts öffnete die Avantgarde sich einer Gegenwart, die bereits von Massenmedien geprägt war, und entdeckt den Film für sich: die technisch fortschrittlichste Kunst und zugleich ein „primitives“ Jahrmarktspektakel. Die Entstehen des Films im Allgemeinen fiel zeitgleich mit dem Hoch der Avantgardebewegung und so beeinflussten sie sich gegenseitig. Künstler sprachen davon „filmisch“ zu malen, sodass sie wissen mussten, was es heißt, wenn etwas „filmisch“ ist. Das Geschenk des Films an die bildende Kunst versuchten diese dann zu erwidern, indem sie den Film als Ausdrucksmittel für sich gewannen und dem Film seinen filmischen Wert im Zuge seiner Kommerzialisierung durch Hollywood und anderen Studios zurückzugeben, da das eigentlich filmische am Film durch Elemente des Theaters oder der Literatur bzw. die Sensation des frühen Kinos, welche einem Ideal der Bewegungen nahekam, durch die sogenannte Filmsprache verdrängt worden sei. Aus dieser zunächst surrealistischen Tradition heraus begann die künstlerische Aneignung des Mediums. Der Film ist die einzige moderne Kunstform, die auf den Begriff Avantgarde nicht verzichten kann, um sich von seinen anderen kommerziellen wie künstlerischen Erscheinungsformen zu unterscheiden. Die formalen Möglichkeiten des Films, die keine andere Kunstform besitzt, ließ nämlich die traditionelle Bindung an die bildende Kunst immer wieder auch schwächer werden. So versuchten sie das Filmische am Film erst kenntlich zu machen bzw. das Wesen des Films durch jenes filmische Experimentieren mit Licht, Bewegung und/oder Rhythmus zu finden. Beim sogenannten Collage- oder Found-Footage-Film wird der Film wieder sichtbar. Dazu brauchte man keine Kamera, lediglich belichtetes Filmmaterial und einen handelsüblichen Schneidetisch. Im Idealfall (so der Experimentalfilmer Peter Tscherkassky) beobachtet der Betrachter eines solchen Found-Footage-Films sich selbst bei der Produktion von Bedeutung. Auch andere „Genres“ des Experimentalfilms, die so nach und nach entstanden, bauten und bauen auf einem solchen oder ähnlichem Grundgedanken auf. So sind Techniken des Experimentalfilms nach Martin Arnold nützlich für die Filmvermittlung, sodass man die Konstruktion des Films, der Filmsprache, der Filmpraxis wieder auseinanderbaut, sich die einzelnen Teile ansieht und so den Film aus Medium zu verstehen lernt. In dem Sinne zeichnet sich die Geschichte des Films in enger Beziehung zur jener bildenden Kunst, vor allem deshalb, weil diese die treibende Kraft künstlerischer Entwicklungen war.
Wichtige Künstler dieser ersten (surrealistischen/dadaistischen) Filmbewegung waren Hans Richter, Jean Cocteau, Marcel Duchamp, Germaine Dulac oder auch Viking Eggeling. Besonders bekannt und einflussreich wurde hierbei Luis Buñuels und Salvador Dalís Un chien andalou. Ebenfalls von Bedeutung sind die experimentellen „Filmsinfonien“ über Paris, Berlin bzw. Kiew. Die weitere Entwicklung war von den avantgardistischen Bewegungen in den jeweiligen Ländern gekennzeichnet. So gab es in Frankreich, Italien und Deutschland Filmwerke, die aus dem Futurismus, Dadaismus, Konstruktivismus und Surrealismus hervorgingen. Mit der Entwicklung des kostengünstigen 16-mm-Films erfuhr der Avantgardefilm nach dem Zweiten Weltkrieg in Amerika, Europa, Australien und Japan einen neuen Anstoß. Diesmal hießen übergreifende Begriffe Strukturalismus, Pop Art, Happening, Fluxus oder Konzeptkunst. Wichtig wurde auch seit den 60er Jahren der Undergroundfilm, dessen Position des Nicht-Kommerziellen neue Bereiche gesellschaftlicher Wahrnehmung zu erschließen half. Deutlich wird dies beispielsweise durch Tabubrüche in der filmischen Wiedergabe von Sexualität und Religion, was zu zahlreichen Skandalen führte, so etwa geschehen bei Un chien andalou von Luis Buñuel und Salvador Dalí, Un chant d’amour von Jean Genet oder bei vielen Werken des New American Cinema und des österreichischen Films der 1960er Jahre.

## Vertrieb
Von 1947 bis 1963 fungierte das in New York ansässige Cinema 16 als wichtigster Aussteller und Verleiher von Experimentalfilmen in den Vereinigten Staaten. Unter der Leitung von Amos Vogel und Marcia Vogel blühte Cinema 16 als gemeinnützige Mitgliedergesellschaft auf, die sich der Ausstellung von Dokumentar-, Avantgarde-, Wissenschafts-, Bildungs- und Performancefilmen für ein immer größeres Publikum widmete. Nach dem Vorbild von Cinema 16 wurden Experimentalfilme hauptsächlich außerhalb kommerzieller Kinos in kleinen Filmgesellschaften, Mikrokinos, Museen, Kunstgalerien, Archiven oder Filmfestivals gezeigt. Mehrere andere Organisationen in Europa und Nordamerika halfen bei der Entwicklung des Experimentalfilms. Dazu gehörten das Anthology Film Archives in New York City, der Millennium Film Workshop, das British Film Institute in London, das National Film Board of Canada und das Collective for Living Cinema. Aber auch einzelne Personen und kleinere Gruppen versuchten Experimentalfilme für mehr Leute zugänglich zu machen. 1962 gründeten Jonas Mekas und etwa 20 andere Filmemacher die Film-Makers' Cooperative in New York City. Bald wurden ähnliche Künstlerkooperativen an anderen Orten gegründet: im Canyon Cinema in San Francisco, in der London Film-Makers' Co-op und im Canadian Filmmakers Distribution Centre. Des Weiteren diente das von der Belgischen Cinemathek in Brüssel und Knokke nach dem Zweiten Weltkrieg in Abständen von vier Jahren veranstaltete Experimentalfilmfestival, die von den Filmemachern in den 1960er Jahren veranstalteten Filmschauen in München und Hamburg und vor allem ihr Zusammenschluss zu Kooperativen nach dem Vorbild der Amerikaner in London, Wien und Hamburg und schließlich die Gründung von Filmverleihen in Paris (Light Cone), Wien (Sixpackfilm) und Osnabrück (Cine Pro), mehr oder weniger nach amerikanischem Vorbild (New York Film-makers’ Cooperative, Canyon Cinema) zu seiner Verbreitung. Heutzutage kann man Experimentalfilme auch durch das Internet auf Videoplattformen ansehen, oft kostenlos, wodurch sie sich einer noch sehr viel breiteren Masse erschließen, auch, wenn es schwer ist sich im Internet dazu weiterzubilden. Dadurch könnten sich allenfalls viele (neue) „Subkulturen“ festigen und formen.